# Kleinpraga
Kleinpraga (hornolužickosrbsky Mała Praha) je vesnice, místní část obce Göda v Horní Lužici v německé spolkové zemi Sasko. Nachází se v zemském okrese Budyšín a má 27 obyvatel.

## Historie
Nejstarší prameny uvádí ves v roce 1377 jako Podmaklicz, v roce 1566 se poprvé objevuje jméno Prage. V roce 1884 napočítal Arnošt Muka ve vsi 37 obyvatel, samé Lužické Srby. Od roku 1994 je ves součástí obce Göda.

## Geografie
Ves leží na území Horní Lužice, kousek jižně od dálnice A4.